# Блю, Энджел
Энджел Блю (англ. Angel Blue; 3 мая 1984, Калифорния, США) — американская оперная певица (сопрано). Она выступает на международном уровне и получила множество наград, таких как Operalia и Miss Hollywood. Пласидо Доминго назвал Энджел «следующей Леонтин Прайс».

## Биография
Энджел Блю родилась 3 мая 1984 года в Калифорнии. В 2005 году она окончила Университет Редлендса (University of Redlands) со степенью бакалавра в области музыки, а в 2007 году получила степень магистра по классу исполнения опер в Калифорнийском Университете в Лос-Анджелесе (UCLA). Кроме того, Блю — выпускница специализированной школы Los Angeles County High School for the Arts, где девушка занималась вокалом и изучала игру на фортепиано. Она участвовала в программе для молодых артистов Domingo-Thornton Young Artist Program при Опере Лос-Анджелеса (англ. Los Angeles Opera) в 2007-2009 годах, а с 2009 года училась по программе Artistas de la Academia Placido Domingo оперного театра в Валенсии, Испания, под руководством Альберто Дзедды, Лорина Маазеля и Зубина Меты..

## Репертуар
Виолетта («Травиата»), Микаэла («Кармен»), Клара и Бесс («Порги и Бесс»), Мюзетта и Мими («Богема»), Лю («Турандот»), Джульетта и Антония («Сказки Гофмана»), Маргарита («Фауст»), Донна Эльвира («Дон Жуан»), Елена («Сон в летнюю ночь»), заглавные партии в «Лючии ди Ламмермур», «Тоске», «Манон» и «Лулу».